# Lepidozia setigera
Lepidozia setigera là một loài Rêu trong họ Lepidoziaceae. Loài này được Stephani mô tả khoa học đầu tiên năm 1909.